# 曼戈 (上比利牛斯省)
曼戈（法語：Mingot）是法国上比利牛斯省的一个市镇，属于塔布区（Tarbes）拉巴斯唐德比戈尔县（Rabastens-de-Bigorre）。该市镇总面积1.73平方公里，2009年时的人口为86人。

## 人口
曼戈人口变化图示